# Überlaufrinne

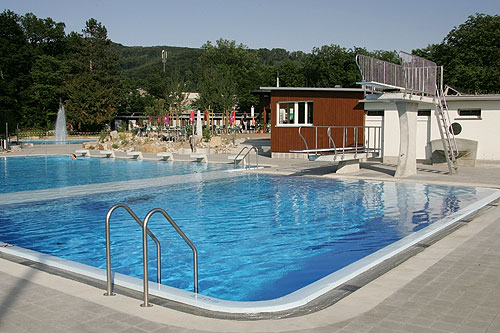
Überlaufrinne an einem Schwimmbecken

Eine Überlaufrinne ist eine künstliche Rinne, die rund um ein mit Flüssigkeit gefülltes Behältnis installiert ist und überlaufende Mengen der Flüssigkeit auffängt.

## Schwimmbäder
Vornehmlich eingesetzt wird die Überlaufrinne in Schwimmbädern. In das Schwimmbecken wird ständig Reinwasser eingeströmt, Badebesucher verdrängen Wasser durch ihr Körpervolumen und erzeugen durch ihre Bewegungen Wellen- bzw. Schwallwasser. Dadurch läuft permanent Oberflächenwasser am Beckenrand in die Überlaufrinne, wo es über die Sammelverrohrung in den Rohwasserspeicher und dann in die Wasseraufbereitung fließt. Moderne Überlaufrinnen sind außerhalb des Beckens installiert und mit einem Gitter abgedeckt, auf dem größere Teile wie Schwimmbrillen, Schaumgummiteile oder Blätter aufgefangen werden. In öffentlichen Bädern wird in der Regel eine rundumlaufende Überlaufrinne gefordert. Die Überlaufrinne verhindert die Bildung von Schmutzrändern im Übergangsbereich von Luft und Wasser.
Die Überlaufrinne setzt mit der Überlaufkante am Schwimmbecken an. Je nach Ausbildung der Überlaufkante und der Form der Rinne gibt es verschiedene Überlaufrinnen, die sich in Breite, Tiefe und Ausbildung des Anschlussgefälles unterscheiden:
Finnische Rinne
 Die Finnische Rinne ist außerhalb des Beckens und hinter einer leicht ansteigenden mit Wasser überdeckten Überlaufkante als tiefe Form angebracht. Die Wasserkante befindet sich am Rand der Überlaufrinne oder kurz davor.
St. Moritzer Rinne
 Diese Rinnenform ist außerhalb des Beckens und tiefer als der Wasserspiegel installiert. Meist ist das Becken zur Umgebung erhöht und die Überlaufrinne befindet sich auf der Ebene des normalen Badbodens. Das Wasser läuft zunächst die Beckenwand herab und gelangt dann in die Überlaufrinne.
Wiesbadener Rinne
 Die Wiesbadener Rinne gibt es in tiefliegender oder hochliegender Bauweise. Die tiefliegende Wiesbadener Rinne ist offen direkt im Becken angebracht, der Wasserspiegel liegt deshalb mehrere Zentimeter unter dem Beckenrand. Bei der hochliegenden Bauweise ist die Überlaufrinne am Beckenrand installiert und schließt sich unmittelbar an die Überlaufkante an. Für diese Rinnenformen gibt es oft fertige Rinnensteine, die neben der Rinne an sich auch Haltemöglichkeiten für die Schwimmer bieten. Vor allem die tiefliegende Wiesbadener Rinne wird in Neubauten nicht mehr verwendet.
Zürcher Rinne
 Sie ist außerhalb des Beckens und hinter einer nur kurzen geraden Überlaufkante als tiefe Form angebracht. Die Wasserkante befindet sich in der Regel vor dem Rand der Überlaufrinne.